# Bula (Texas)
Bula è una comunità non incorporata degli Stati Uniti d'America, situata nella contea di Bailey dello Stato del Texas.

## Geografia
Bula è situata a 33°54′41″N 102°38′17″W.